# Páratlanujjú patások
A páratlanujjú patások (Perissodactyla) az emlősök osztályának (Mammalia), a Laurasiatheria öregrendnek egyik rendje. Az ide tartozó családok (szám szerint 3 család) monofiletikus eredetét már a korai morfológiai vizsgálatok is bizonyították, melyet később a kladisztikus módszerek csak megerősítettek.

## Megjelenésük
A páratlanujjú patások közepes vagy nagy termetű állatok, kivétel nélkül növényevők. A családok testalkata meglehetősen különböző. A lábujjak száma a hátsó végtagjaikon mindig páratlan (1 vagy 3 lábujj), az elülső páron pedig páratlan és páros egyaránt lehet (4, 3 vagy 1 lábujj). A végtagok tengelye a középső ujjon halad keresztül, mely egyben a legerősebb lábujj is, hisz a test terhét ez viseli. A többi ujj jelentősen visszafejlődött, vagy el is tűnt. Az orrszarvúaknál még találunk kisebb jobb és bal oldali lábujjakat is, de a lóféléknél ezek már teljesen eltűntek. Fogazatuk közel teljes, de a szemfogaik hiányozhatnak. Ajkaik erősek, izmosak, melyekkel könnyen tépik a növényi részeket, leveleket, füvet. A tapírfélék felső ajka viszont kis ormánnyá alakult át. Gyomruk elülső része nyelőcső eredetű, és igen erőteljes, szinte kövezetszerű belső hámréteg béleli. A gyomor nem összetett, nem tagozódik több üregre. A növényi táplálkozás következtében bélcsövük igen hosszú, vakbelük pedig terjedelmes.
Idegrendszerük fejlődése is fokozatos. A korai fosszilis maradványok agyürege igen kicsiny volt, ami csekély szellemi képességről árulkodik. A mai alakok – főképp a lófélék – ellenben nagyon értelmes állatok, agytérfogatuk sokkal nagyobb, mint a korai alakjaiké. 
A lófélék hímjét, nőstényét, illetve kicsinyét a csődör, kanca és csikó szavakkal jelöljük, míg az orrszarvúféléknél a bika, tehén és borjú nevek használatosak.

## Rendszerezésük
A rend az alábbi élő családokat foglalja magában:
- Lófélék (Equidae) – 9 faj
- Orrszarvúfélék (Rhinocerotidae) – 5 faj
- Tapírfélék (Tapiridae) – 4 faj

Kihalt családok
- †Brontotheriidae
- †Chalicotheriidae
- †Hyracodontidae
- †Palaeotheriidae
- †Amynodontidae
- †Lambdotheriidae
- †Isectolophidae
- †Pachynolophidae
- †Lophiodontidae
- †Lophialetidae
- †Helaletidae
- †Deperetellidae
- †Hyrachyidae
- †Rhodopagidae